# Исс
Исс (др.-греч. Ἰσσός) — древний город в древней Киликии (Малая Азия).
Располагался на прибрежной равнине на берегу Исского залива (ныне Искендерун) около реки Пинар в провинции Турции Хатай, недалеко от границы с Сирией.
Исс знаменит битвой между Александром Македонским и Дарием III (конец 333 г. до н. э.). Армия Александра Македонского (30—40 тыс.) разбила армию персидского царя Дария III (120—130 тыс.). Победа при Иссе обеспечила завоевание Александром Македонским господства на Эгейском море и в западной половине Державы Ахеменидов.
Во времена персов и ещё при Александре Македонском Исс был многолюден и процветал. В эпоху диадохов началось падение города, главным образом вследствие близости сирийской Александрии. Во времена Страбона Исс уже представлял собой лишь городок.